# Benjamín Rojas
Benjamín Rojas Pessi (La Plata, Argentína, 1985. április 16. –) argentin színész, énekes.
Főként telenovellákból ismert.

## Élete és pályafutása
Benjamin Rojas 1985. április 16-án született La Platában, Argentínában. Szülei Juan Carlos és Rosalinda. Van két bátyja, Juan Luis és Carlos Maria, valamint egy nővére, Milagros.
Színészi karrierje 1998-ban kezdődött, amikor megkapta Bautista Arce szerepét a Chiquititasban. Olyan színészekkel játszott együtt, mint Facundo Arana, Celeste Cid és Agustina Cherri. Itt ismerte meg Camila Borodonabát, Luisana Lopilatót, Felipe Colombót és Jorge Maggiót. A sorozatnak készült színházi változata is. A sorozatnak hat évada is készült.
2001-ben a Chiquititasról film is készült, Apróságok. A napos sarok címmel.
2002-ben megkapta az első főszerepét, Pablo Bustamantét a Rebelde Wayben. A sorozat az egész világon hatalmas siker volt. A sorozat kapcsán alakult meg az Erreway együttes, melynek tagjai Camila Bordonaba, Benjamin Rojas, Luisana Lopilato és Felipe Colombo. A sorozatnak készült színházi változata is. 2002-ben összejött sorozatbeli partnerével, Camila Bordonabával. A sorozatnak két évada is készült.
2004-ben készült egy film a Rebelde Wayről, Erreway: 4 Caminos címmel. Valamint megkapta Franco Fritzenwalden szerepét a Csacska angyalban. A sorozat világszerte hatalmas siker volt. A sorozatnak készült színházi változata is. A sorozatnak két évada is készült. Olyan színészekkel játszott együtt, mint Flrorencia Bertotti, Juan Gil Navarro, Fabio di Tomaso, Brenda Gandini, Isabel Macedo, Mariana Esposito, Eugenia Suarez, Agustin Sierra és Stefano de Gregorio. 2004-ben szakítottak Camila Bordonabával. 2005-ben összejött az egyik legkeresettebb argentin modellel, Maria del Cerróval.
2006-ban megkapta Cruz Navarro szerepét az Alma Piratában. Együtt játszott többek közt Luisana Lopilatóval, Elsa Pinillával, Gimena Accardival és Nicolas Vazquezzel. Az Erreway ismét összeáll és turnézni indultak Spanyolországba, immár csak hárman, Luisana nélkül.
2007-ben szerepet kapott egy mozifilmben, a Klugeben, ami egy thriller volt. Valamint szerepelt a Majdnem angyalok első évadának az utolsó részében, ahol saját magát játszotta el.
2008-ban szerepet kapott egy mozifilmben, a La leyendában, együtt játszott többek közt Benjamin Amadeóval és Pablo Ragóval. A Dzsungel könyve színház változatában Mowglit játszotta. Szerepelt még az Atrapadosban is, ami egy internetes sorozat volt, sorozatban szerepelt még Felipe Colombo és Dolores Sarmiento is. Valamint még a Valentin főszerepét is megkapta. Ebben az évben szakítottak Maria del Cerróval.
2009-ben szerepelt a Majdnem angyalokban pár epizód erejéig, Cachót játszotta. Szerepelt még a Horizontalban is, ahol Juan játszotta. Valamint megkapta a Jake és Blake című sorozat főszerepét, ahol a két főszereplő ikerpárt, Jake Vallejt és Blake Hillt játszotta. A sorozatot két nyelven, angolul és spanyolul is leforgatták. A sorozatnak két évada is készült.
2011-ben megkapta az Amigos y rivalesben Alejandro Casablanca szerepét. Valamint az Etrenóban is szerepet kapott.
2011 óta Martina Sánchez Acosta férje. 2018-ban született egy lányuk, Rita Rojas.

## Filmográfia

### Film
| Év   | Magyar cím               | Eredeti cím                | Szerep                 | Magyar hang |
| ---- | ------------------------ | -------------------------- | ---------------------- | ----------- |
| 2018 |                          | Eso que nos enamora        | Ariel                  |             |
| 2013 |                          | La noche del Chihuahua     | La noche del Chihuahua |             |
| 2011 |                          | El abismo, todavía estamos | Mateo                  |             |
| 2009 |                          | Horizontal vertical        | Juan                   |             |
| 2008 |                          | La leyenda                 | Lucas Vallejos         |             |
| 2007 |                          | Kluge                      | Lautaro                |             |
| 2004 |                          | Erreway: 4 caminos         | Pablo Bustamante       |             |
| 2001 | Apróságok. A napos sarok | Chiquititas: Rincón de luz | Bautista Arce          |             |

### Televízió
| Év              | Magyar cím       | Eredeti cím           | Szerep                                          | Megjegyzések                              |
| --------------- | ---------------- | --------------------- | ----------------------------------------------- | ----------------------------------------- |
| 2018–2019       |                  | Mi hermano es un clon | Ignacio "Nacho" Carmona                         | főszereplő                                |
| 2018            |                  | Rizhoma Hotel         | Lalo                                            | 2 epizód                                  |
| 2014            |                  | Mis amigos de siempre | Maximiliano "Maxi" Barraco                      | mellékszereplő                            |
| 2013            |                  | Solamente vos         | Federico                                        | 1 epizód                                  |
| 2012–2013       |                  | Lynch                 | hekker                                          | 2 epizód                                  |
| 2011            |                  | Atrapados             | Gonzalo                                         | mellékszereplő                            |
| 2011            | Mosolyt kérek!   | Cuando me sonreís     | Juan Segundo Murfy                              | főszereplő magyar hangja Seszták Szabolcs |
| 2009–2010       | Jake és Blake    | Jake & Blake          | Jake Valley / Blake Hill                        | főszereplő magyar hangja Baráth István    |
| 2007, 2009      | Majdnem angyalok | Casi Ángeles          | önmaga / Cacho                                  | 2 epizód                                  |
| 2006            |                  | Alma Pirata           | Cruz Navarro                                    | főszereplő                                |
| 2004–2005       | Csacska angyal   | Floricienta           | Franco Fritzenwalden / Franco Calderón Guerrero | főszereplő magyar hangok Moser Károly     |
| 2003            |                  | Rincón de Luz         | önmaga                                          | 1 epizód                                  |
| 2002–2003       |                  | Rebelde Way           | Pablo Bustamante                                | főszereplő                                |
| 1998, 1999–2001 |                  | Chiquititas           | Yago / Bautista Arce                            | mellékszereplő                            |

## Diszkográfia

### Erreway
- 2002 – Señales
- 2002 – Erreway és Grand Rex
- 2003 – Tiempo
- 2003 – Nuestro Tiempo
- 2004 – Nuestro Tiempo
- 2004 – Memoria
- 2004 – Gira 2004
- 2006 – El Disco de Rebelde Way
- 2006 – Erreway en Concierto
- 2007 – Erreway presenta su caja recopilatoria
- 2007 – Erreway en España
- 2007 – Vuelvo

### Roco
- 2013 – Pasarán años
- 2013 – Como baila la novia
- 2013 – Gira
- 2013 – Quien se ha tomado todo el vino
- 2013 – Tornado

### Önállóan
- 2017 – Polarizado